# Cavaglià
Cavaglià ist eine Gemeinde mit 3492 Einwohnern (Stand 31. Dezember 2023) in der italienischen Provinz Biella (BI), Region Piemont.
Die Nachbargemeinden sind Alice Castello, Carisio, Dorzano, Roppolo, Salussola und Santhià.
Das Gemeindegebiet umfasst eine Fläche von 25 km².

## Persönlichkeit
- Pier Giorgio Perotto (1930–2002), Elektroingenieur